# 체코 회랑

점선 – 오늘날의 부르겐란트주

체코 회랑(체코어: Český koridor; 슬로바키아어: Český koridor) 또는 체코슬로바키아 회랑(체코어: Československý koridor; 슬로바키아어: Československý koridor)은 제1차 세계 대전의 여파와 오스트리아-헝가리 해체 후 파리 강화 회의에서 제안되었으나 실패한 안건이다. 이 제안은 오스트리아와 헝가리 사이에 띠 모양의 땅을 할양하여 공동의 이해관계를 가진 두 개의 신생 슬라브족 국가인 세르브인, 크로아트인, 슬로벤인 왕국(유고슬라비아)과 체코슬로바키아를 연결하는 회랑 역할을 하도록 하는 것이었다. 종종 체코-유고슬라비아 영토 회랑이라고도 불린다. 오늘날에는 주로 "체코 회랑"으로 불리는데, 이는 강화 회의에서 유고슬라비아 대표들이 회랑이 체코슬로바키아 단독으로 통제되는 것을 선호한다고 밝혔기 때문이다. 이 제안은 궁극적으로 회의에서 거부되었고 다시는 제안되지 않았다.

## 영토
회랑은 부르겐란트주와 오스트리아와 헝가리의 미래 국경을 따라 위치할 인접 지역들로 구성되었을 것이다. 이 지역은 때때로 서부 트란스다뉴비아라고도 불린다. 1916년 2월, 토마시 가리크 마사리크는 프랑스 정부에 보낸 각서에서 이 회랑이 "체코인과 유고슬라비아인"(즉, 서슬라브족과 남슬라브족)의 "분열"을 바로잡을 것이라고 언급했다. 이 분열은 마자르인의 카르파티아 정복으로 인해 발생했다.
계획된 회랑은 길이가 약 200킬로미터, 폭이 최대 80킬로미터였을 것이다. 이 회랑은 4개의 헝가리의 주(모숀주, 쇼프론주, 버시주 및 잘라주 (옛 주))를 가로질렀을 것이다. 그러나 이 지역을 훨씬 더 크게 만들었을 다른 제안들도 존재한다.

## 역사
체코슬로바키아 대표단은 제1차 세계 대전 이후 유럽에 많은 민족국가가 탄생하는 정당한 근거로 사용된 자결권 원칙을 회랑 창설의 근거로 사용했다. 그러나 당시 이 지역에 거주하던 117만 명 중 약 66만 2천 명이 독일인, 22만 명이 슬라브족(대부분 크로아트인과 슬로벤인)이었고, 28만 9천 명이 다른 민족언어 집단(대부분 마자르인)에 속했기 때문에, 이 원칙만으로는 제안이 수락되기 어려웠을 것이다. 그들은 또한 이 회랑이 남동유럽의 독일인(다뉴브 슈바벤인)을 중앙유럽과 연결할 것이라고 주장했다. 이로 인해 이 지역에서 프랑스의 영향력이 커질 것이라고도 언급했다. 그러나 오늘날 유럽 역사가들은 다뉴브강을 따라 체코슬로바키아에 더 많은 영토를 할양하여 포조니/프레스부르크/프레슈포로크(곧 현대의 브라티슬라바로 개명됨)를 주요 다뉴브 항구로 만들 계획이었을 것이라고 추측한다. 이는 오스트리아-헝가리 붕괴 이후 이미 약화된 헝가리를 더욱 고립시켰을 것이다. 체코슬로바키아 대표단은 이 도시가 고대 수도였다고 주장했지만, 이 다문화 도시가 2세기 반 동안 헝가리 왕국의 왕실 수도였으며 독일인과 헝가리인 주민이 많았다는 사실은 언급하지 않았다.
이 제안은 범슬라브주의 이데올로기 지지자들의 지지를 받았는데, 이는 슬라브 민족의 단결을 상징하는 두 국가(체코슬로바키아와 유고슬라비아) 사이에 공동 국경을 형성했을 것이기 때문이다. 이는 부르겐란트주 크로아트인이 유고슬라비아 국가의 일부가 되기를 원했던 크로아티아 민족주의자들도 옹호했던 생각이다. 그들은 오스트리아-헝가리가 더 이상 존재하지 않으므로 오스트리아와 헝가리가 국경을 공유할 이유가 없으며, 그러한 회랑의 창설이 두 국가가 미래 동맹에 대한 어떠한 생각도 품지 못하게 막을 것이라고 주장했다.

## 같이 보기
- 체코슬로바키아-유고슬라비아 관계

## 더 읽어보기
- Margaret MacMillan, Richard Holbrooke: Paris 1919: Six Months that Changed the World, Random House, 2002. ISBN 0-375-76052-0
- Oskar Krejčí, Martin C. Styan: Geopolitics of the Central European Region, 2005, ISBN 80-224-0852-2, ISBN 978-80-224-0852-3
- Janko Bekić: Die Entstehung der Ersten Tschechoslowakischen Republik und die Pläne zur Errichtung eines "Slawischen Korridors", Wien, Univ., Dipl.-Arb., 2006, AC05316414